# Kavarniška gospoda
Kavarniška gospoda (angleško Café Society) je ameriški romantično komično-dramski film iz leta 2016, ki ga je režiral in zanj napisal scenarij Woody Allen. V glavnih vlogah so nastopili Jeannie Berlin, Steve Carell, Jesse Eisenberg, Blake Lively, Parker Posey, Kristen Stewart, Corey Stoll in Ken Stott, Allen pa kot pripovedovalec. Zgodba govori o mladem moškem, ki se v 1930-ih preseli v Hollywood in zaljubi v pomočnico svojega strica, ki ga vpliven igralski agent.
Premierno je bil prikazan 11. maja 2016 na Filmskem festivalu v Cannesu, v kinematografih pa 15. julija istega leta pod distribucijo Amazon Studios in Lionsgate. Film je bil s strani kritikov dobro ocenjen in finančno uspešen s prihodkom 43,8 milijona $. Na strani Rotten Tomatoes je prejel oceno 71%.

## Vloge
- Jesse Eisenberg kot Bobby Dorfman
- Kristen Stewart kot Veronica »Vonnie« Sybil
- Steve Carell kot Phil Stern
- Blake Lively kot Veronica Hayes
- Parker Posey kot Rad Taylor
- Corey Stoll kot Ben Dorfman
- Jeannie Berlin kot Rose Dorfman
- Ken Stott kot Marty Dorfman
- Anna Camp kot Candy
- Paul Schneider kot Steve
- Sheryl Lee kot Karen Stern
- Tony Sirico kot Vito
- Stephen Kunken kot Leonard
- Sari Lennick kot Evelyn Dorfman
- Laurel Griggs kot hči Evelyn Dorfman
- Max Adler kot Walt
- Don Stark kot Sol
- Gregg Binkley kot Mike
- Woody Allen kot pripovedovalec (glas)[9]